# 東京都立八王子工業高等学校
東京都立八王子工業高等学校（とうきょうとりつ はちおうじこうぎょうこうとうがっこう）は、かつて東京都八王子市千人町四丁目に所在した都立工業高等学校。

## 概要
1887年に創立した、八王子織物染色講習所を前身とする。「八工」（ハチコウ）の略称で知られていた。
全日制課程では、応用デザイン科、カラーリングアーツ科、工業化学科、機械科、電気科が設置されていた（現在は閉課程）。定時制課程では、総合技術科のみが置かれていた。
八王子市の高等学校で最も歴史がある学校（都立高校としても日比谷高等学校に次ぎ2番目）であったが、同校敷地内に八王子桑志高等学校が開校したのに合わせて、2010年に閉校した。
文化祭は、「八工祭」という。

## 沿革
- 1887年3月6日 - 八王子織物染色講習所として、神奈川県南多摩郡八王子町新町6に開設される。
- 1895年4月1日 - 私立八王子染色学校と改称。染色科と機織科を設置。
- 1909年10月30日 - 八王子市明神町に移転。東京府立織染学校に改組。
- 1939年9月4日 - 八王子市千人町に移転。（校地は、八王子市が寄付。）
- 1941年4月1日 - 東京府立八王子工業学校と改称。
- 1943年10月1日 - 東京都立八王子工業学校と改称。
- 1945年8月2日 - 八王子空襲により焼失。
- 1948年4月1日 - 東京都立八王子工業新制高等学校と改称。
- 1950年1月28日 - 東京都立八王子工業高等学校と改称。
- 2001年11月17日 - 「八工染織資料室」開館。
- 2004年4月 - 新規募集を停止。
- 2005年4月1日 - 「八工染織資料室」閉館。
- 2007年3月31日 - 全日制が閉課程。
- 2010年3月31日 - 閉校。

## 交通
- JR中央線西八王子駅 徒歩10分

## 著名な出身者
- 小山省二 - 元自民党衆議院議員
- 石渡照久 - 元自民党衆議院議員
- 前田真三 - 風景写真家
- 高橋春男 - 漫画家
- 渡辺孝博 - 元プロ野球選手(ヤクルトアトムズ、現ヤクルトスワローズ)
- 篠原ともえ - デザイナー
- 長谷見昌弘 - レーシングドライバー
- 岡田征陽 - 競輪選手
- 安藤純 (格闘家)